# Dominique Marchal
Dominique Marchal (* 1944 in Brüssel) ist  Autorin, Journalistin, Alpinistin, eine buddhistische Nonne und war die erste Berufspilotin in der Schweiz, welche die Instrumentenflugberechtigung erhielt.
Dominique wird 1944 in Brüssel geboren. 1966 machte sie als erste Frau in der Schweiz den Flugschein. Im Biafra-Krieg flog sie für die Rebellen Waffen. Des Weiteren flog sie als Pilotin für reiche Privatkunden Geschäftsreiseflugzeuge von Learjet und als Charterflugpilotin die Boeing 737. Nach einer Mount-Everest-Expedition im Jahre 1986, bei der sie zwar nicht den Gipfel erreichte, sich aber viel mit dem Buddhismus auseinandersetzte, wurde sie Journalistin. Als Journalistin traf sie 1989 den Dalai Lama in Paris. 1995 zog sie nach Nepal und leitete dort ein Spital. 2008 wurde sie offiziell buddhistische Nonne.
Sie war drei Mal verheiratet und wurde drei Mal geschieden. Sie ist Mutter von zwei Söhnen und lebt heute in Kathmandu.

## Werke
- L'Envol du silence. RECITS, 2014, ISBN 978-2-918945-37-6 (französisch).